# Lasiodora differens
Lasiodora differens là một loài nhện trong họ Theraphosidae.
Loài này thuộc chi Lasiodora. Lasiodora differens được Ralph Vary Chamberlin miêu tả năm 1917.